# Mao Ce-tung
Mao Ce-tung (tradicionalni kineski: 毛澤東, pojednostavljeni kineski: 毛泽东, pīnyīn: Máo Zédōng; Shaoshan, Hunan, 26. prosinca 1893. – Peking, 9. rujna 1976.) kineski je političar, vojskovođa, revolucionarni vođa i državnik koji se smatra najvažnijom ličnošću u modernoj kineskoj povijesti i jednom od najvećih ličnosti 20. stoljeća. Tijekom njegove vladavine progonjeni su ili umrli desetci milijuna ljudi tijekom političkih progona diktatorske vlasti te od posljedica i zabluda ekonomske politike.

## Životopis
Mao Ce-tung se rodio 26. prosinca 1893. godine u selu Shaoshan, provincija Hunan, u obitelji imućnih seljaka. Tijekom školovanja uključio se u radikalnu politiku, da bi 1921. godine postao članom KP Kine.

### Građanski rat
Kao jedan od vođa KP Kine izbjegao je "bijeli teror" 1927. godine. U planinama jugoistočne Kine započeo je ustanak i stvorio Kinesku Sovjetsku Republiku te razvio vlastitu marksističko-lenjinističku doktrinu koja će se poslije nazvati maoizam. Njegovo inzistiranje na seljacima kao bazi revolucionarnog pokreta i gerilskoj strategiji dovelo je do sukoba s dogmatima koji su inzistirali na oslanjanju na radničku klasu i borbu u gradovima. Mao je taj sukob izgubio, pa su kineski komunisti, odbacivši njegovu strategiju, poraženi u sukobu s nacionalističkom vojskom Čang Kaj Šeka i prisiljeni na Dugi marš u Yenan. Tamo se Mao ponovno nametnuo kao vođa i iz te baze rukovodio borbom protiv Čanga i japanskih osvajača koji su napali Kinu 1937. godine. Nakon japanskog poraza u Drugom svjetskom ratu, komunisti i nacionalisti nastavili su rat, da bi krajem 1949. godine komunisti odnijeli konačnu pobjedu. Dana 1. listopada 1949. godine proglašena je NR Kina, a preživjeli su nacionalisti pobjegli na otok Tajvan, koji se danas službeno smatra "otpadnutom" kineskom provincijom.

### Vođa Kine
Mao Ce-tung tako je nakon više od jednog stoljeća prvi uspio sve kineske teritorije staviti pod jednu vlast i okončati građanske ratove, ustanke i revolucije. Godinu dana kasnije uspješna je kineska intervencija u Korejskom ratu povećala prestiž mlade države. Prvih devet godina pod Mao Ce-tungom također su zapamćene po uvođenju niza reformi - pojednostavljanju kineskoga pisma u svrhu povećanja pismenosti, zaustavljanju inflacije i agrarnoj reformi. No, sva su ta dostignuća zasjenjena ekonomskom katastrofom u koju se pretvorio Veliki korak naprijed. Nešto kasnije NR Kina odmetnula se od svog tradicionalnog saveznika SSSR-a i postala jednom od najizoliranijih država svijeta. Pod Mao Ce-tungom Kina je stvorila i testirala nuklearno oružje i tako postala velikom svjetskom silom. U nastojanju da suzbije opoziciju svojoj vlasti, Mao je 1966. godine pokrenuo Kulturnu revoluciju koja je dovela do općeg ekonomskog i društvenog kaosa. Kaos je zaustavljen tek nekoliko godina kasnije, kada su na vlast došli reformisti na čelu s Dengom Xiaopingom.

### Smrt
Mao Ce-tung je preminuo u Pekingu 9. rujna 1976. godine, u dobi od 82 godine života.

## Kontroverze
Kult ličnosti koji je započeo za Maovog života nastavljen je u NR Kini i nakon njegove smrti. Dok ga se u Kini smatra najvećim nacionalnim junakom, dotle ga u ostatku svijeta, pogotovo među protukomunističkom javnošću, smatraju jednim od najvećih zlotvora 20. stoljeća. S druge strane, mnogi njegovu revolucionarnu strategiju smatraju jednim od najblistavijih primjera vojne teorije.
Primjerice, Yang Jisheng, glavni urednik kineske agencije za vijesti Xinhua, je 1990-ih godina iskoristio svoj status kako bi istražio tajne arhive države. Po njima je zaključio da je Maov projekt Veliki korak naprijed od 1959. do 1961. godine doveo do masovne gladi od koje je preminulo 36 milijuna ljudi, među njima i njegov otac. Godine 1966., Mao je započeo još jedan projekt, nazvan Kulturna revolucija, kojim bi se uništilo "četiri starine": stari običaji, stara kultura, stare navike i stare ideje. Samo u Pekingu, stoga je uništeno tisuću neprocjenjivih starih hramova, relikvija i spomenika - sve primjere kineske povijesti.
U svojoj knjizi Mao: The Unknown Story, Jung Chang i Jon Halliday navode da je Mao "odgovoran za preko 70 milijuna smrti u mirnodopskom razdoblju Kine, više od ijednog diktatora 20. stoljeća" te ga kritiziraju jer je zamislio "društvo mrtvih mozgova, lišeno civilizacije, deprivirano zastupljenosti ljudskih osjećaja, nastanjeno stadom bez senzibilnosti, koje bi automatski izvršavalo sve njegove naredbe."

## Vanjske poveznice
- 90 godina kineske Komunističke partije

### Ostali projekti
|  | Zajednički poslužitelj ima još gradiva o temi Mao Zedong |
|  | Wikicitati imaju zbirke citata o temi Mao Ce-tung        |